# Libido jezik
Libido jezik (marako, maraqo; ISO 639-3: liq), afrazijski jezik brdske istočnokušitske skupine, kojim govori 36 600 ljudi (1998 popis; 38 096 etničkih, 1998 popis) u južnoj Etiopiji, sjeveroistočno od grada Hosaina. 
Leksička sličnost 82% s jezikom hadiyya [hdy]. Pripadnici plemena Libido, tradicionalno su ratnici i uzgajivači stoke

## Vanjske poveznice
- Ethnologue (14th)
- Ethnologue (15th)